# هندبال در المپیک تابستانی ۱۹۸۰
هندبال در بازی‌های المپیک تابستانی ۱۹۸۰ نام رویداد ورزش هندبال در بازی‌های المپیک تابستانی بود که در سال ۱۹۸۰ برگزار شد.

## مسابقات زنان

### نتایج
| رتبه | تیم               | بازی | برد | مساوی | باخت | گل زده | گل خورده | امتیاز |  | اتحاد جماهیر شوروی | جمهوری فدرال سوسیالیستی یوگسلاوی | آلمان شرقی | مجارستان | چکسلواکی |       |
| ---- | ----------------- | ---- | --- | ----- | ---- | ------ | -------- | ------ |  | ------------------ | -------------------------------- | ---------- | -------- | -------- | ----- |
| 1    | اتحاد شوروی (URS) | ۵    | ۵   | ۰     | ۰    | ۹۹     | ۵۲       | ۱۰     |  | X                  | ۱۸:۹                             | ۱۸:۱۳      | ۱۶:۱۲    | ۱۷:۷     | ۳۰:۱۱ |
| 2    | یوگسلاوی (YUG)    | ۵    | ۳   | ۱     | ۱    | ۱۰۷    | ۶۷       | ۷      |  | ۹:۱۸               | X                                | 15:15      | ۱۹:۱۰    | ۲۵:۱۵    | ۳۹:۹  |
| 3    | آلمان شرقی (GDR)  | ۵    | ۳   | ۱     | ۱    | ۹۱     | ۵۸       | ۷      |  | ۱۳:۱۸              | ۱۵:۱۵                            | X          | ۱۹:۹     | ۱۶:۱۰    | ۲۸:۶  |
| ۴    | مجارستان (HUN)    | ۵    | ۱   | ۱     | ۳    | ۸۰     | ۷۴       | ۳      |  | ۱۲:۱۶              | ۱۰:۱۹                            | ۹:۱۹       | X        | 10:10    | ۳۹:۱۰ |
| ۵    | چکسلواکی (TCH)    | ۵    | ۱   | ۱     | ۳    | ۶۵     | ۷۸       | ۳      |  | ۷:۱۷               | ۱۵:۲۵                            | ۱۰:۱۶      | ۱۰:۱۰    | X        | ۲۳:۱۰ |
| ۶    | جمهوری کنگو (CGO) | ۵    | ۰   | ۰     | ۵    | ۴۶     | ۱۵۹      | ۰      |  | ۱۱:۳۰              | ۹:۳۹                             | ۶:۲۸       | ۱۰:۳۹    | ۱۰:۲۳    | X     |

## جدول مدال‌ها
| رتبه | کشور              | طلا | نقره | برنز | مجموع |
| ۱    | اتحاد شوروی (URS) | ۱   | ۱    | ۰    | ۲     |
| ۲    | آلمان شرقی (GDR)  | ۱   | ۰    | ۱    | ۲     |
| ۳    | یوگسلاوی (YUG)    | ۰   | ۱    | ۰    | ۱     |
| ۴    | رومانی (ROU)      | ۰   | ۰    | ۱    | ۱     |